# Министерство образования, науки и спорта Литвы

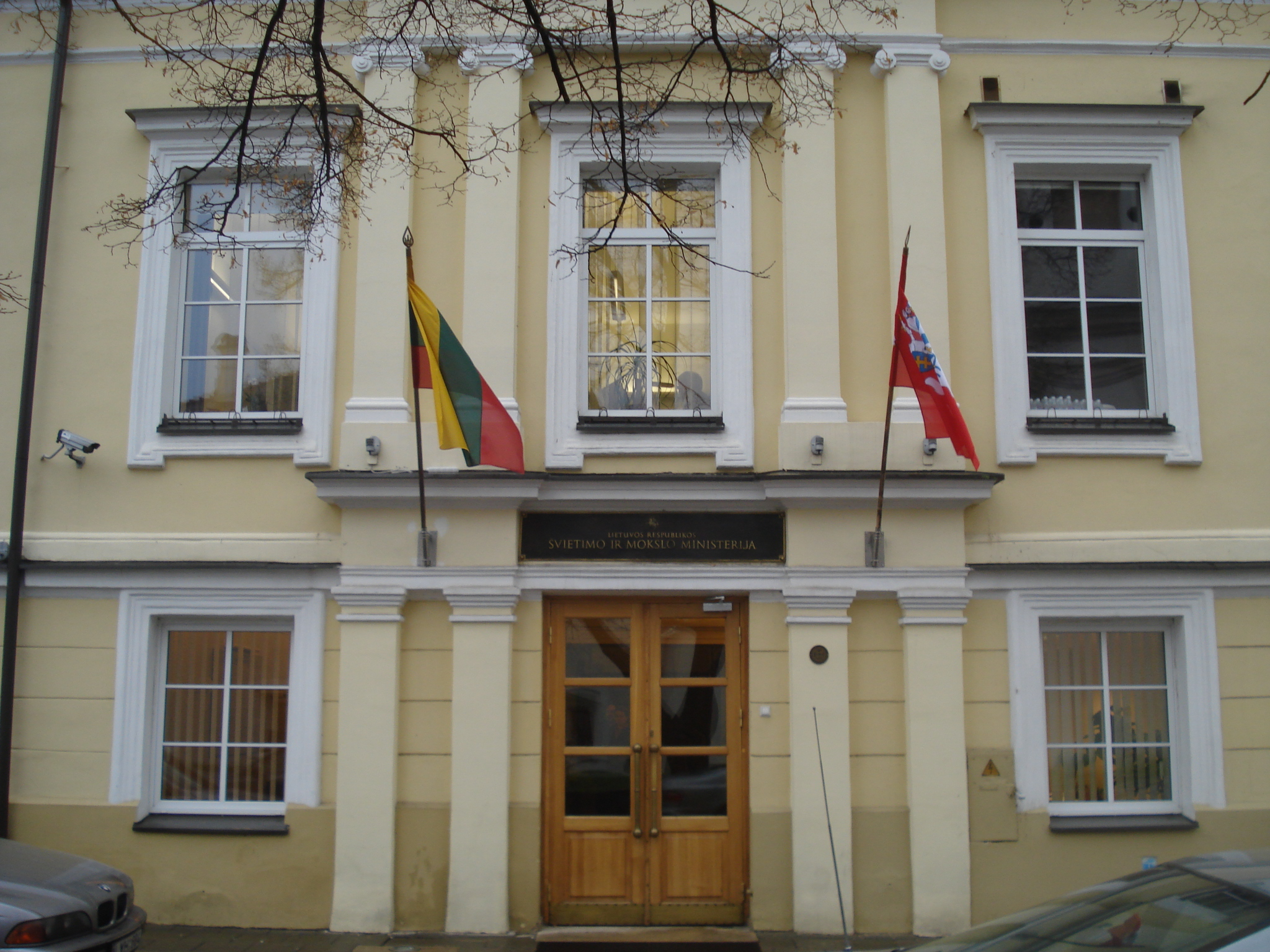

Министе́рство образова́ния, науки и спорта (лит. Lietuvos Respublikos švietimo, mokslo ir sporto ministerija) является правительственным ведомством Литовской Республики.
Его деятельность уполномочена Конституцией Литовской Республики, указами Президента и премьер-министра и законами, принятыми Сеймом (парламентом). Его миссия заключается в исполнении государственных функций администрирования и реализации государственной политики в области образования, науки, исследований  и спорта.
С 1990 по 1994 министерство объединяло сферы культуры и образования и называлось "Министерство культуры и образования". С 1994 года сферы были поделены и образовано "Министерство образования и науки".
С 1 января 2019 года Министерство образования и науки было изменено на Министерство образования, науки и спорта. Тем самым упразднён Департамент по физической культуре и спорту.

## Министры образования и науки (1992—2024)
| Министры культуры и образования | Министры культуры и образования | Министры культуры и образования |
| ------------------------------- | ------------------------------- | ------------------------------- |
| 1                               | Дарюс Куолис                    | 23 июля 1992 — 2 декабря 1992   |
| 2                               | Дайнюс Тринкунас                | 2 декабря 1992 — 9 июня 1994    |

| Министры образования и науки | Министры образования и науки | Министры образования и науки     |
| ---------------------------- | ---------------------------- | -------------------------------- |
| 1                            | Владиславас Домаркас         | 9 июня 1994 — 4 декабря 1996     |
| 2                            | Зигмас Зинкявичюс            | 4 декабря 1996 — 1 мая 1998      |
| 3                            | Корнелиюс Платялис           | 1 мая 1998 — 27 октября 2000     |
| 4                            | Альгирдас Монкявичюс         | 27 октября 2000 — 29 ноября 2004 |
| 5                            | Ремигиюс Мотузас             | 29 ноября 2004 — 6 июля 2006     |
| 6                            | Рома Жакайтене               | 6 июля 2006 — 27 мая 2008        |
| 7                            | Альгирдас Монкявичюс         | 27 мая 2008 — 28 ноября 2008     |
| 8                            | Гинтарас Степонавичюс        | 28 ноября 2008 — 13 декабря 2012 |
| 9                            | Дайнюс Павалькис             | 13 декабря 2012 — 2 июня 2015    |
| 10                           | Аудроне Петрикене            | 2 июня 2015 — 13 декабря 2016    |
| 11                           | Юргита Петраускене           | 13 декабря 2016 — 3 декабря 2018 |

| Министры образования, науки и спорта | Министры образования, науки и спорта | Министры образования, науки и спорта | Министры образования, науки и спорта |
| ------------------------------------ | ------------------------------------ | ------------------------------------ | ------------------------------------ |
| 1                                    | Альгирдас Монкявичюс                 | 15 января 2019 — 11 декабря 2020     |                                      |
| 2                                    | Юргита Шюгждинене                    | 11 декабря 2020 — 23 мая 2023        |                                      |
| 3                                    | Гинтаутас Якштас                     | 4 июля 2023 — 10 апреля 2024         |                                      |
| 4                                    | Моника Навицкене (и.о.)              | 11 апреля 2024 — 13 июня 2024        |                                      |